# Dorcadion bisignatum
Dorcadion bisignatum là một loài bọ cánh cứng trong họ Cerambycidae.